# أوسا دي لا فيجا
بلدية أوسا دي لا فيجا (بالإسبانية: Osa de la Vega)‏، هي إحدى بلديات مقاطعة قونكة إحدى مقاطعات إسبانيا، والتي تقع في منطقة قشتالة لا منتشا وسط البلاد، والمائلة لجهة الشرق من إسبانيا.
يبلغ عدد سكانها 654 نسمة وفقاً لإحصائية سنة (2007).